# Herning Bybusser
Herning Bybusser, er de busser der kører internt i Herning by, og drives af Midttrafik. Linjenettet består af 9 almindelige bybuslinjer, og 1 Flexbusser der skal bestilles.

## Historie
Bybusserne i Herning kan dateres tilbage til før 1928 hvor vognmand Carlo Dynesen, endte med at blive en pioner på Ambulance og Bybus området i Herning og omegn. Efter at samarbejdet om en cykel og automobilbutik med hans broder Hans Dynesen brød sammen, og de gik hver til sit. Bybustrafikken blev en årgang kaldt for "Herning byomnibusser". og et sted i mellem 1955 også 1971, har DSB Busser så overtaget Hernings bybustrafik. DSB Busser forblev på bybuskørslen i Herning indtil 2001, hvor DSB Busser/Combus blev solgt til Arriva.
Bybuskørslen i Herning forblev ligeledes ved Arriva indtil år 2021, men på et tidspunkt i startnullerne oprettede Herning Kommune, selskabet "Hernings Offentlige Trafik" (HOT). til at varetage den offentlige transport i Herning by. HOT, forblev som forvaltningsselskab indtil 2007, hvor Midttrafik, som følge af Strukturreformen, overtog rollen som trafikselskab for det daværende Ringkjøbing Amt, som blev lagt ind i Region Midtjylland.

### Arbejdsnedlæggelser, Ulykker, Stenkast, politikontroller, og farvel til Arriva.
Af nyere ting, som har fundet sted i Hernings bybustrafik, kan man blandt andet finde strejker. Politikontroller, og desværre også ulykker.

#### Strejker
2 gange er der i Herning sket arbejdsnedlæggelser, og begge gange var i 2017.
- Februar 2017: Bybuschaufførerne i Herning strejker, grundet pausefaciliteterne på den nye Herning busterminal/station endnu ikke er bragt i orden inden åbning[9][10][11]
- I September 2017, var der atter strejke på bybusserne i Herning. Denne gang drejede strejken sig om dårlige arbejdsforhold, grundet en tillidsrepræsentant der var blevet sygemeldt[12][13][14].

### Ingen kørsel til Gullestrup
Flere gange, er kørslen til og fra satelitbyen Gullestrup, blevet indstillet af bybussernes operatør. Arriva. Stoppet for bybusserne til bydelen, skyldes flere episoder, med stenkast imod busser i området, i løbet af februar 2016. Det varede dog ikke længe før beboerne i bydelen, kunne mærke der ikke længere kom en bus, også ville de selv hjælpe med at løse problemerne i bydelen, og det varede ikke længe før bussen atter begyndte at køre til Herning bydelen igen. Freden varede dog ikke længe. Den 31 Januar, 2016, blev der atter reporteret stenkast, og busdriften blev atter indstillet i bydelen.

### Politikontroller
Det er ikke ualmindeligt at politiets tungvognscentre tager ud og laver kontroller af busser rundt i landet. I Herning er dette sket et par gange, at "tungvognscenter midt", er kommet på besøg. I 2021 resulterede en uanmeldt kontrol bl.a i fund af adskillige fejl, på bybusserne i Herning.

### Farvel til Arriva og Arrivas garageanlæg
I Herning har Arriva stået for bybuskørslen siden 2001, hvor Combus blev solgt til netop Arriva. Arriva, har besluttet sig for at trække sig fra alt bustransport i Danmark, og da Midttrafik, udbød bybusdriften i Herning, valgte Arriva ikke at byde på bybusdriften. Denne beslutning, betød at der skulle ny entreprenør til at drive de nu kommende El busser der skulle kører rundt i Herning, og dette betød også et farvel til Arrivas garage placeret centralt i Herning by.

### Ulykker
Alt kan blive ramt af ulykker. Desværre er der også sket et par ulykker i tidens løb for bybusserne i Herning.
- I 2011 glemte en billigst sin vigepligt i Gjellerup, og kørte ud foran en bus[23].
- I 2014, påkørte en knallertfører en bus[24].
- I 2019, blev en bus påkørt af en bil på hjørnet af Dronningens Boulevard og Fredensgade[25].

## Mobilitetsplaner, Servicebusser og nyt busnet
I Alle byer rundt om i Danmark, udvikles der mobilitetsplaner for den kollektive trafik. Dette sker også i Herning. Herning er derimod ikke en by der har oplevet de største ændringer på bybusdriften, men der er dog sket lidt med tiden.
- I 2012, blev køreplanerne i Herning, ændret og der skete få ruteændringer. Bl.a blev der på linje 3, med succes indsat en senere aftenafgang[26].
- I 2017, ønskede chaufførerne i Herning sig ændringer af linjenettet, det drejede sig om at busserne ikke havde nok korrespondance på Herning Station. Chaufførerne blev tilgodeset med mindre minutændringer i 2018[27]
- I 2019, skete den hidtidige største ændring af bybusnettet i Herning i mange år. Her blev linjenettet blandt andet lagt om så der blev færre linjer, og nummererings systemet med eksempelvis "1A og 1B" udgik, og linjenettet derved halveret[28][29].

Op til køreplansskiftet, i 2019. havde Midttrafik, og Herning kommune hørringer om hvad folk ønskede sig i det nye bybusnet.

### Servicebusser
I mange år havde Herning Servicebusser. Ved indgangen til Hernings nye busnet i 2019, blev servicebusserne dog nedlagt. Nedlæggelsen skyldes at de normale bybusruter, ville få indlagt mere tid i kørerplanen, og komme tættere forbi byens ældre faciliteter, så der ikke længere var behov for servicebusserne. I stedet, blev der oprettet en "Flexbus" som kører i Herning centrum, og som er en linje man skal bestille, senest en time før før man skal bruge den. Denne linje går under navnet "Linje 10".

### Den tidligere linje 10
Før Flexbussen linje 10, kom til Hjørring, var der ligeledes en anden rute i drift med dette rutenummer. Linje 10, fungerede som en citybus, der kørte som en reel buslinje. Rutenummeret 10, blev efterfølgende overtaget af "Flexlinjen"

## Nuværende bybusnet
| Linje | Rute                                                        |
| ----- | ----------------------------------------------------------- |
| 1     | Gullestrup                                                  |
| 2     | Gjellerup                                                   |
| 3     | Snejbjerg                                                   |
| 4     | Lind                                                        |
| 5     | Hammerum via Birk Centerpark                                |
| 6     | Industri Vest og Messecentret                               |
| 6F    | Erstatning for bybus linje 6, om aftenen og skal bestilles  |
| 7     | Holtbjerg og Heringcentret                                  |
| 8     | Tjørring                                                    |
| 9     | Lillelund                                                   |
| 10F   | Servicebus, men skal bestilles, og går under navnet Flexbus |

## Grøn og handicapvenlig fremtid for Herning bybusser
Ligesom andre byer, er Herning med på den grønne bølge. I 2014, anskaffede Arriva sig nye busser, der kunne kører længere på litteren, og brugte knapt så meget brændstof, som den forrige generation af bybusser. Dette var begyndelsen på den grønne bølge for Hernings bybusser. I de efterfølgende år, var der atter nye ting på tegnebrættet.

### Brintbusser eller Elektricitet
I 2019, besluttede byrådet i Herning, at det var fortid med diesel drift i byen. Herfra skulle busser drives af CO2, neutral fremdrift. Byrådet ville anskaffe brintbusser, men det gik ikke helt som forventet, og kommunen måtte lave en backupplan til netop anskaffelsen af brintbusser.

### Valget faldt på Elektricitet
Da det ville blive for dyrt at anskaffe brintbusser til Herning, faldt valget i 2020 på en anden CO2, neutral transportform. Elektriske busser. Det var Tide (transportselskab), der vandt udbuddet om at kører de nye elektriske bybusser, og valget faldt på nogle kinesisk producerede busser fra Yutong. Indvielsen af de nye el-busser i Herning, blev fejret med et brag. Kommunen, havde inviteret til folkefest, og bl.a deltog Transportminister Benny Engelbrecht, i den officielle indvielse. Efter 3 måneder, blev der gjort status, og både buschauffører, i Herning og kommunen, viste sig at være godt tilfredse med de nye Yutong el-busser.

### Handicapfaciliteter i busserne
Det er ikke kun miljøet der er blevet bedre ved de nye Yutong busser i Herning. Også befordringen af kørestolsbrugere er blevet lettere. De nye Yutong busser, har fået installeret fuldautomatiske slisker, så en kørestolsbruger kan komme både ind og ud af bussen ved egen kraft. Også i Viborg, er man ved at få installeret automatiske slisker i busserne.

### Billigt rundt for pensionister
I Herning kommune, tilbyder kommunen en billet til pensionister som ikke mange kommuner tilbyder. Kommunen tilbyder at pensionister kan købe et kort for 365kr.-, også får man transport rundt i hele Herning kommune i et år.

## Fremtidens bybusrutenet
Som alle andre steder, så bliver der i Herning også omlagt busruter. I 2022, kom det frem at Herning kommune skal spare 4,1 millioner kr på bustrafikken i Herning, og dette betyder blandt andet farvel til Hernings bybuslinje 6. Foruden at linje 6 står foran en nedlæggelse, så er Herning Kommune også i færd med at oprette 2 andre bybuslinjer. Linjerne 10 og 11, som de nye ruter kommer til at hedde, skal køre til og fra Gødstrup Sygehus. Linjerne vil kører i en sløjfe sådan at eksempelvis linje 10, vil fortsætte som linje 11, og ligedan omvendt.

### Den nye linje 10
Linje 10. Et linjenummer der i Herning, har været brugt, på først Citylinjen, og senere på byens Flexlinje. Rutenummeret skal nu igen til en reel buslinje i Herning. Linje 10, i Herning, som kommer til at køre timedrift(hverdage), og 2 timedrift om aftenen og weekender, til Gødstrup Sygehus, kommer sig af at man ønsker at skabe bedre offentlig transport til og fra det nye supersygehus.

### Farvel til Linje 6
Linje 6, som i mange år, har kørt fra Herning station, og ud til byens industriområde i Herning vest, samt MCH Arena, og Jyske Bank Boxen, står foran at blive nedlagt. Ruten, som man blandt andet har kunne bruge til kulturarrangementer, har ikke haft det fornødne kundegrundlag, til at kommunen mener at ruten kunne køre videre. Til erstatning for linje 6, henviser Midttrafik til at man kan benytte sig af linje 81.

#### Linje 6F forsvandt i 2023.
flexbuslinje, som sammen med linje 10F, udgjorde indtil januar 2023 Hernings flexbuslinjer. Linje 6F, har de senere år dog ikke vist sig at have det fornødne passagergrundlag, og pr 1 Januar 2023, blev linjen nedlagt.

#### Arrangementbusser på linje 6M
I forbindelse med større begivenheder i Boxen, sætter Herning Kommune gerne ekstrakørsel ind til Boxen, og i speciale tilfælde også til MCH Arena, og Messecenter Herning. Denne rute står umiddelbart i køreplaner til at fortsætte 2023 ud.

## Galleri
- Linje 8B på Herning St imod Tjørring
- En årgang kørte bybusserne i Herning med VDL busser
- Skal man til messecentret i Herning, kan man med fordel benytte sig af linje 6
- I mange år kørte der i Herning Servicebusser
- Yutong busser i Herning kort før afgang fra Herning Busterminal
- Linje 8 Imod Tjørring
- Herning Busterminal: Her mødes alle bybusserne i Herning
- Linje 6 og 9, kort før afgang
- Linje 5 og 7 i Herning